# 野村嘉久馬

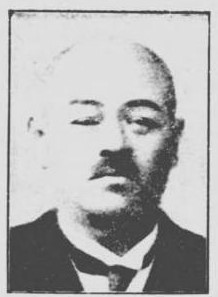
野村嘉久馬

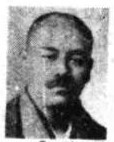
野村嘉久馬

野村 嘉久馬（のむら かくま、1890年（明治23年）5月15日 - 1959年（昭和34年）3月4日）は、大正から昭和期の農業経営者、政治家。衆議院議員、宮崎県会議長、宮崎県西諸県郡高原町長。

## 経歴
宮崎県西諸県郡高原村大字西麓（現高原町西麓）で、野村嘉太郎の二男として生まれる。1912年（明治45年）東京農業大学高等科を卒業した。帰郷して農業を営む。1928年（昭和3年）家督を相続した。
高原村会議員、高原町長、宮崎県会議員、同参事会員、宮崎県養蚕組合連合会長などを務め、1939年（昭和14年）県会議長に就任した。
1942年（昭和17年）4月の第21回衆議院議員総選挙で宮崎県全県区から翼賛政治体制協議会の推薦を受け出馬して当選。農林省委員、大政翼賛会宮崎県支部常務委員、同協力会議長、同県支部顧問、翼賛政治会政調大東亜委員、内務兼務委員などを務めた。戦後、日本進歩党に所属し、衆議院議員に1期在任。その後、公職追放となった。